# Dietach
Dietach – gmina w Austrii, w kraju związkowym Górna Austria, w powiecie Steyr-Land, liczy 3048 mieszkańców (1 stycznia 2015).